# Várgesztes
Várgesztes  (németül Gestitz) község Komárom-Esztergom vármegyében, a Tatabányai járásban.

## Fekvése
A Vértes északnyugati csücskében fekszik, Tatabányától 17 kilométerre, a gesztesi vár alatti völgyben meghúzódva. Zsáktelepülés, egyetlen igazi szomszédja a 4,5 kilométerre északra fekvő Vértessomló; közúton csak azon keresztül érhető el Környénél leágazva a 8119-es útról, a 81 128-as úton. Dél felől Gánthoz, nyugat felől pedig Oroszlányhoz tartozó külterületek határolják. Területén illetve a közvetlen környezetében jó néhány, 400 méter körüli vagy azt meghaladó vértesi magaslat emelkedik, ezek egyike a 410 méteres Zsigmond-kő.

## Története

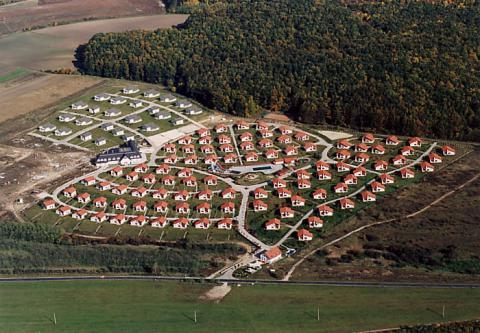
A falu melletti „üdülőfalu”

Várgesztest, a falut az első írott forrás 1009-ben, majd 1331-ben Geztes, 1332: Kezthes, Gezthes, Geztus neveken szerepel az írott forrásokban. Sorsa többnyire osztozott a fölötte magasodó Gesztes váráéval.
A falut valószínűleg a Csák nemzetség kezdte el építeni a fölötte levő várral együtt.
Zsigmond király idejében a korabeli adatok szerint már állt a vár.
A törökök a település fölötti várat több alkalommal ostrom alá vették, de bevenniük csak 1543-ban sikerült.  Ekkor pusztult el a várhoz tartozó falu is.
1693-ban Esterházy József szerzi meg Gesztes várát, s az ahhoz tartozó, alatta található Gesztes települést és a várhoz tartozó uradalmat is.
1730 táján  az elpusztult falut Duna-melléki katolikus németekkel telepítette be, a falu elnevezése ekkor „Pusztagesztes” volt, a „Gesztes” név mellé a „vár” szó (Várgesztes) 1917-ben került.
Várgesztes község ma már virágzó település, a felette magasodó vár vonzásában élénk idegenforgalommal.
A település határában 1996-ban épült fel a 125 üdülőházból álló, sportpályákkal és csúszdákkal, medencékkel rendelkező „villapark”. 2002-ben a szolgáltató létesítmények sora kiegészült egy többfunkciós főépülettel, melyben fedett élményfürdő, többszintes, teraszos étterem, konferenciatermek, játékterem, bowling és egyéb szórakozási lehetőségek találhatók.

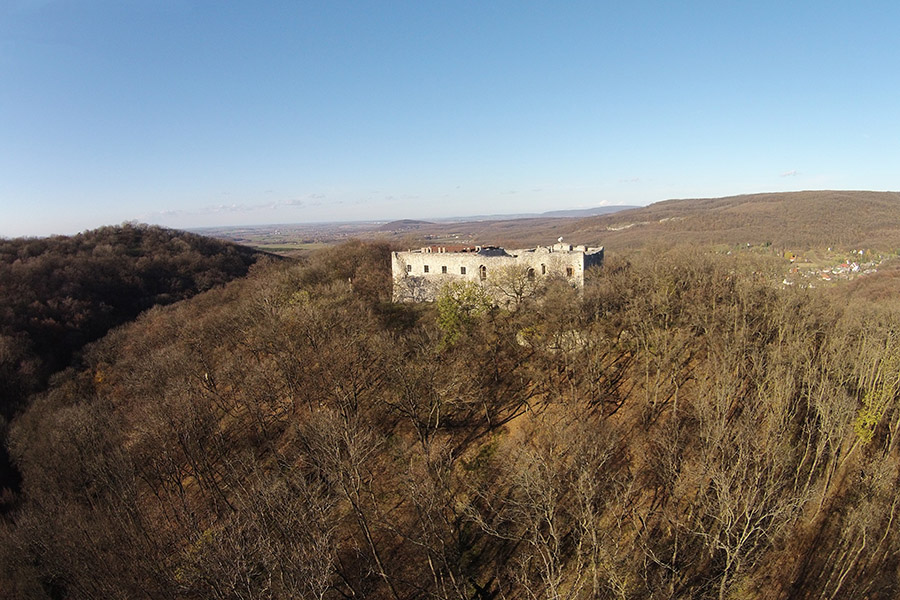
Várgesztes, a vár légi fotón

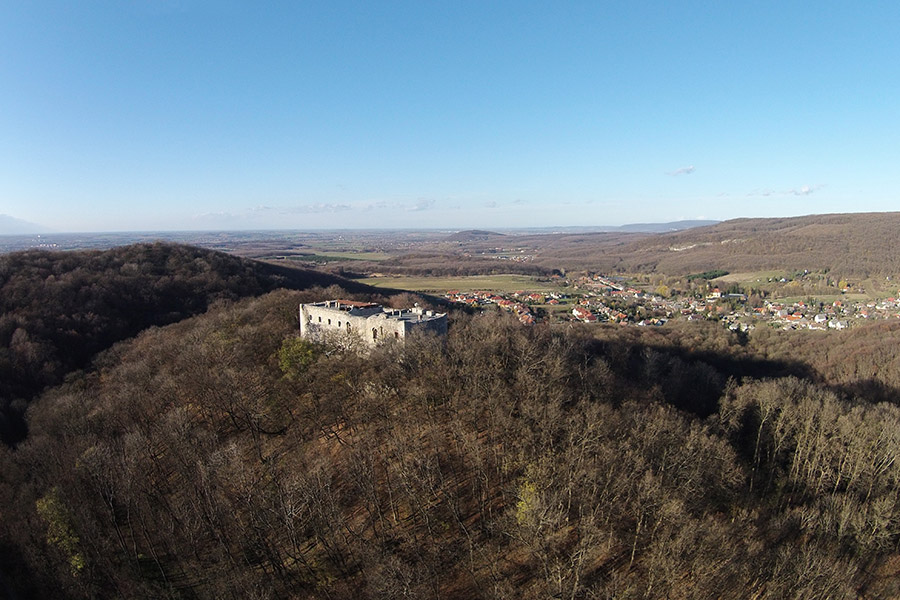
Várgesztes, a vár légi felvételen

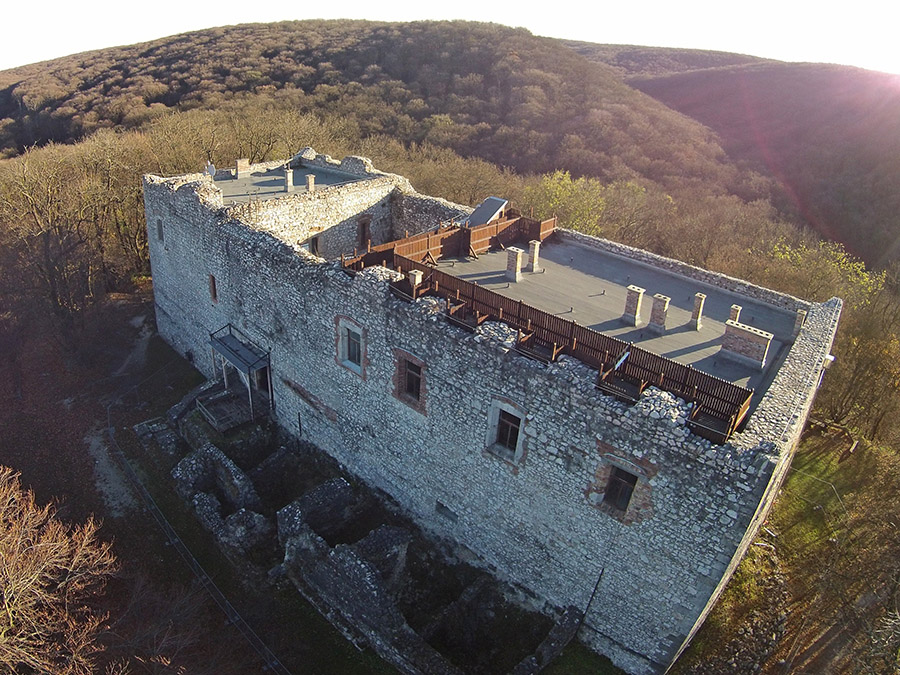
Várgesztes, vár a magasból

## Közélete

### Polgármesterei
- 1990–1994: Hartdégen Sándor (független)[3]
- 1994–1998: Hartdégen Sándor (független német kisebbségi)[4]
- 1998–2002: Hartdégen Sándor (független német kisebbségi)[5]
- 2002–2003: Hartdégen Sándor (független német kisebbségi)[6]
- 2003–2006: Menoni Gabriella (független)[7]
- 2006–2010: Menoni Gabriella (független)[8]
- 2010–2014: Menoni Gabriella (független)[9]
- 2014–2019: Rising Károlyné (független)[10]
- 2019–2024: Rising Károlyné (független)[11]
- 2024– : Eckné Csákvári Valéria (független)[1]

A településen 2003. szeptember 13-án időközi polgármester-választást tartottak, mivel az előző polgármester még tavasszal lemondott a posztjáról. A választást eredetileg július 5-ére írták ki, de akkor nem lehetett lebonyolítani, mert egyetlen jelölt sem akadt a posztra; a második időközin viszont a lakosok már két jelölt közül választhattak.

## Idegenforgalom
A falu legfőbb bevételi forrása a már fentebb említett vár, de ezen kívül a települést körbevevő hegyek is számos turisztikai nevezetességet rejtegetnek. Ilyenek például a falu felett lévő Zsigmond-kő, vagy a falu elején található horgásztó.

## Népesség
A település népességének változása:
| Lakosok száma | 548  | 544  | 538  | 669  | 731  | 702  | 689  |
|               | 2013 | 2014 | 2015 | 2021 | 2022 | 2023 | 2024 |

A 2011-es népszámlálás során a lakosok 80,1%-a magyarnak, 0,2% bolgárnak, 0,2% horvátnak, 35,5% németnek, 0,2% szerbnek mondta magát (19,9% nem nyilatkozott; a kettős identitások miatt a végösszeg nagyobb lehet 100%-nál). A vallási megoszlás a következő volt: római katolikus 55,2%, református 3,8%, evangélikus 0,9%, görögkatolikus 0,5%, felekezeten kívüli 7,5% (30,1% nem nyilatkozott).
2022-ben a lakosság 73,1%-a vallotta magát magyarnak, 19,4% németnek, 8,9% ukránnak, 0,4% cigánynak, 0,1-0,1% horvátnak és lengyelnek, 2,7% egyéb, nem hazai nemzetiségűnek (18,2% nem nyilatkozott; a kettős identitások miatt a végösszeg nagyobb lehet 100%-nál). Vallásuk szerint 29,3% volt római katolikus, 3,6% református, 1% evangélikus, 0,5% görög katolikus, 0,3% ortodox, 0,1% izraelita, 2,2% egyéb keresztény, 1,5% egyéb katolikus, 12,4% felekezeten kívüli (48,8% nem válaszolt).

## Nevezetességei

### Gesztesi vár
A községtől negyedórás séta vezet dél felé az Országos Kéktúra útvonalán a Gesztesi várig. A korábban valószínűleg vadászkastélyként működő épület a 15. század óta szolgál erődítményként. A műemlék épület korábban megtekinthető volt, emellett turista- és diákszállóként, illetve étteremként üzemelt. 2014-ben a vár állami tulajdonba került, ez év márciusától kezdve a leromlott állapotú váron veszélyelhárítási munkák kezdődtek, így a vár jelenleg nem látogatható.

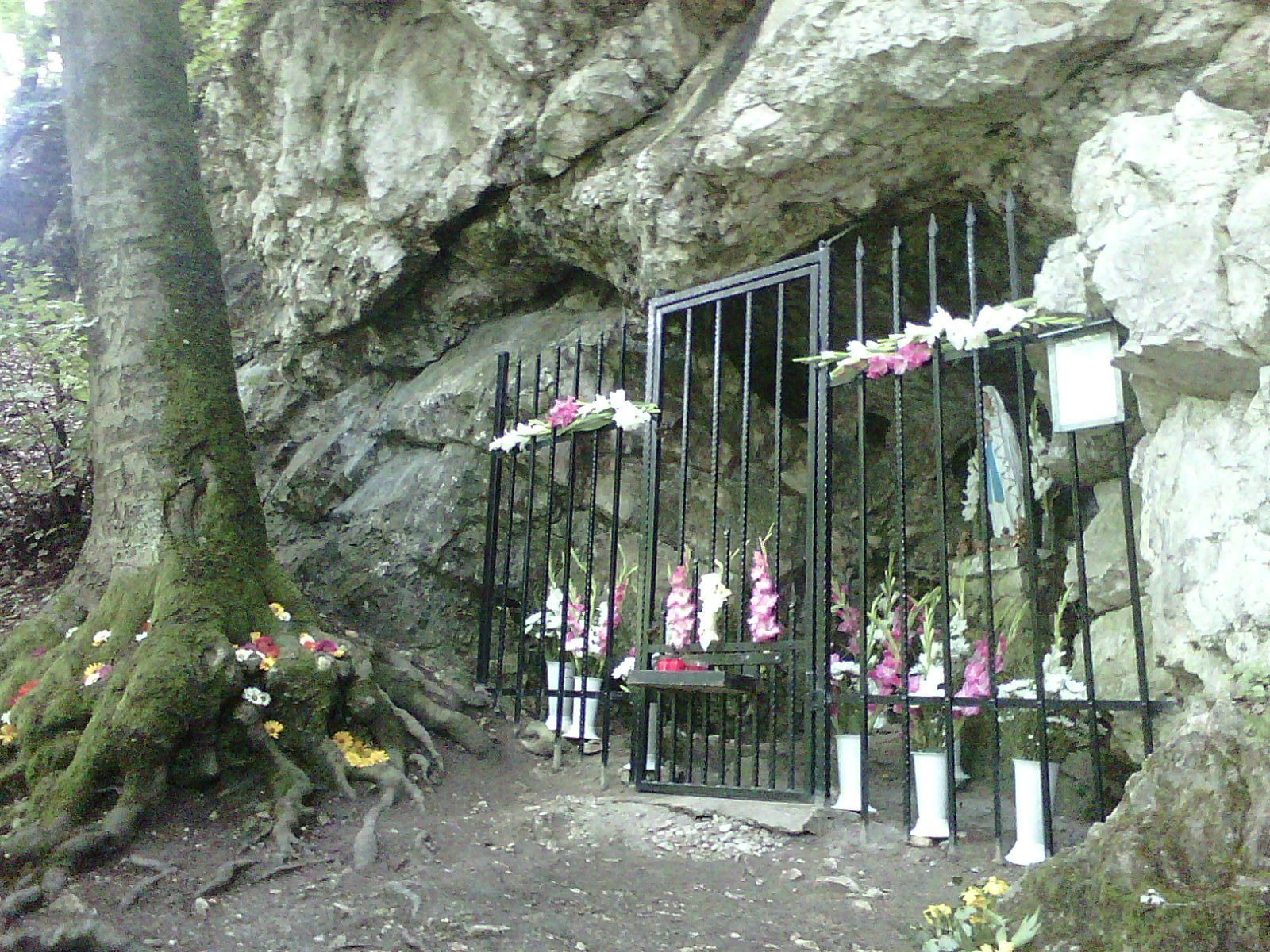
A feldíszített várgesztesi Lordusz a zarándoklat vasárnapján.

### Lordusz
A község felől a vár felé vezető úton haladva jobbra letérő, felfelé vezető lépcsősort láthatunk. A lépcső tetején áll a helyi közbeszédben Lorduszként élő szentély. Itt valószínűleg 1918-tól Mária-szentély állt, melynek központi eleme a Lourdes-i grottó (boltozatos kőfülke) mintájára létrehozott sziklaüregben álló Mária-szobor volt. A szobor később leromlott, csak 2003-ban helyi kezdeményezésre állították helyre. Ekkor a szentélybe Lourdes-i Szent Bernadett szobra került. Az emlékhelyhez évente, a július 14-ét követő első vasárnapon indítanak zarándoklatot, melyre a környező falvakból, így többek között Vértessomlóról és Környéről is érkeznek zarándokok.

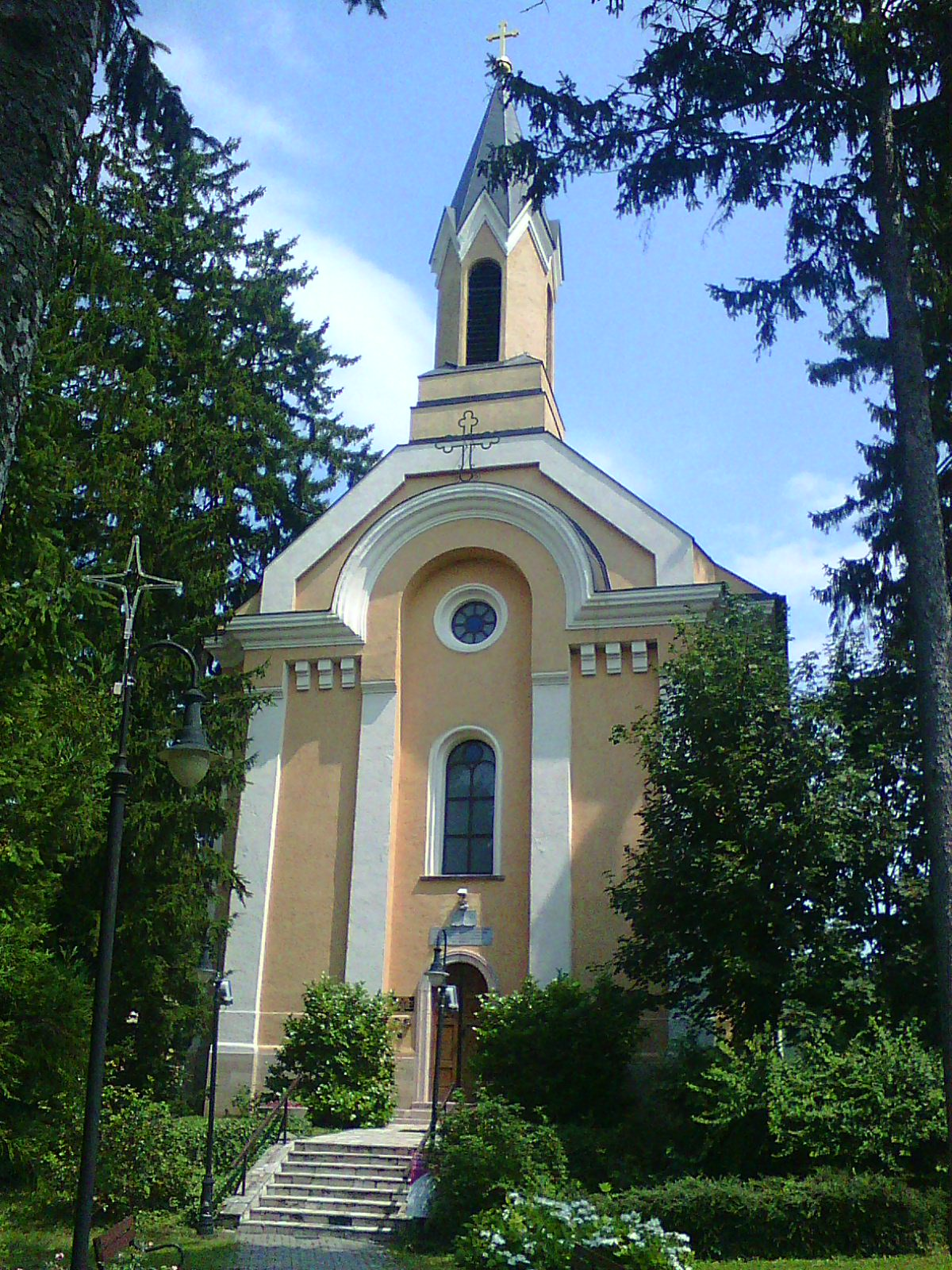
Katolikus templom

### Római katolikus templom
A falu közepén álló templomot gróf Esterházy Miklós 1872-ben emeltette Szent Miklós tiszteletére. Később a templomot fia, Esterházy Móric, és az ő felesége, Polixena lobowicei hercegnő újíttatta fel. 2006-ban került sor a régi, megrepedt harang cseréjére. Ezt részben közadakozásból, részben a Várgesztesi Villapark üzemeltetőjének hozzájárulásából finanszírozták. 2012-ben, felújítás közben, egy 4,7-es erősségű földrengésben kissé megsérült, de hamarosan ismét a hívek rendelkezésére bocsátották.